# (35934) 1999 JZ120
1999 JZ120 (asteroide 35934) é um asteroide da cintura principal. Possui uma excentricidade de 0.06516800 e uma inclinação de 7.65768º.
Este asteroide foi descoberto no dia 13 de maio de 1999 por LINEAR em Socorro.